# Computer Gamer
Computer Gamer è stata una rivista mensile britannica dedicata ai videogiochi, pubblicata dal 1985 al 1987 da Argus Specialist Publications. Fu un vivace rilancio della rivista fallimentare Games Computing, una rivista più conservatrice pubblicata interamente in bianco e nero.
Come molte riviste simili, conteneva sezioni dedicate a notizie, recensioni, anteprime, suggerimenti, guide, editoriali, lettere dei lettori e occasionalmente demo di giochi incollate sulla copertina.
Quando la rivista venne rilanciata, era in diretta concorrenza con Computer and Video Games, ma con solo un quinto delle sue 100.000 vendite mensili. Combatté per due anni ma, aggiungendo solo 6.000 vendite, fu infine sospesa nel 1987.
Anche se perso nella folla di titoli sul mercato a metà degli anni '80, la rivista si distinse per avere un numero bandito da W.H. Smith e altre edicole del Regno Unito, la cui copertina promuoveva un gioco chiamato Blood 'n Guts, considerato troppo cruento. L'immagine fu pertanto sostituita con una più semplice. Tuttavia l'illustrazione, costituita da una tela di iuta rosa, involucro di bolle, vernice rossa e un coltello turco, venne inserita come sfondo artistico nelle pagine di recensione, senza lamentele.